# Domjulien
Domjulien est une commune française située dans le département des Vosges, en région Grand Est. Elle fait partie de la Communauté de communes Terre d'Eau.
Les habitants étaient connus dans les villages voisins sous le surnom de « queuches de bians polains ».
La commune a fusionné avec Girovillers-sous-Montfort par arrêté préfectoral du 13 décembre 1972.

## Géographie

### Localisation
Bâti presque à la source de la Vraine (au pied du Montfort, au bois Lodot) à 375 mètres d’altitude, le village est entouré de collines, plantées de mirabelliers.

### Géologie et relief
À l'est, le Moulin à Vent (vue sur la colline de Sion), le Mont Saint-Michel (très ancien monastère entièrement détruit) surmonté d’une statue de la Vierge après la guerre 1939-45, magnifique point de vue sur les montagnes des Vosges par temps favorable. Au nord, Le Haut bois et le Prenzoir suivi du Calvaire (forêts communales). À l’ouest, le Gingre. Au sud le Bramont, le petit Montôt et le Grand Montôt, point culminant avec le Montfort au sud-est (panorama sur Vittel et ses alentours). En hiver, la seule sortie facile après les tempêtes de neige est la route vers Gemmelaincourt. D’après les cartes d’État Major, il est situé 6 degrés longitude Est et 48 degrés latitude Ouest, dans la région dite la « Plaine des Vosges ». Le ruisseau le Val d'Arol traverse Girovillers sous Montfort.

### Hydrographie et les eaux souterraines
Hydrogéologie et climatologie : Système d’information pour la gestion des eaux souterraines du bassin Rhin-Meuse :
Territoire communal : Occupation du sol (Corinne Land Cover); Cours d'eau (BD Carthage),
Géologie : Carte géologique; Coupes géologiques et techniques,
 Hydrogéologie : Masses d'eau souterraine; BD Lisa; Cartes piézométriques.

#### Réseau hydrographique
La commune est située dans le bassin versant du Rhin et le bassin versant de la Meuse au sein du bassin Rhin-Meusele bassin versant de la Meuse. Elle est drainée par le ruisseau du Val d'Arol, la ruisseau la Vraine, le ruisseau de la Glayere, le ruisseau de la Malmaison et le ruisseau le Decoulant,.
Le Val d'Arol, d'une longueur totale de 13,9 km, prend sa source dans la commune  et se jette dans la Madon à Marcheprime, après avoir traversé neuf communes.

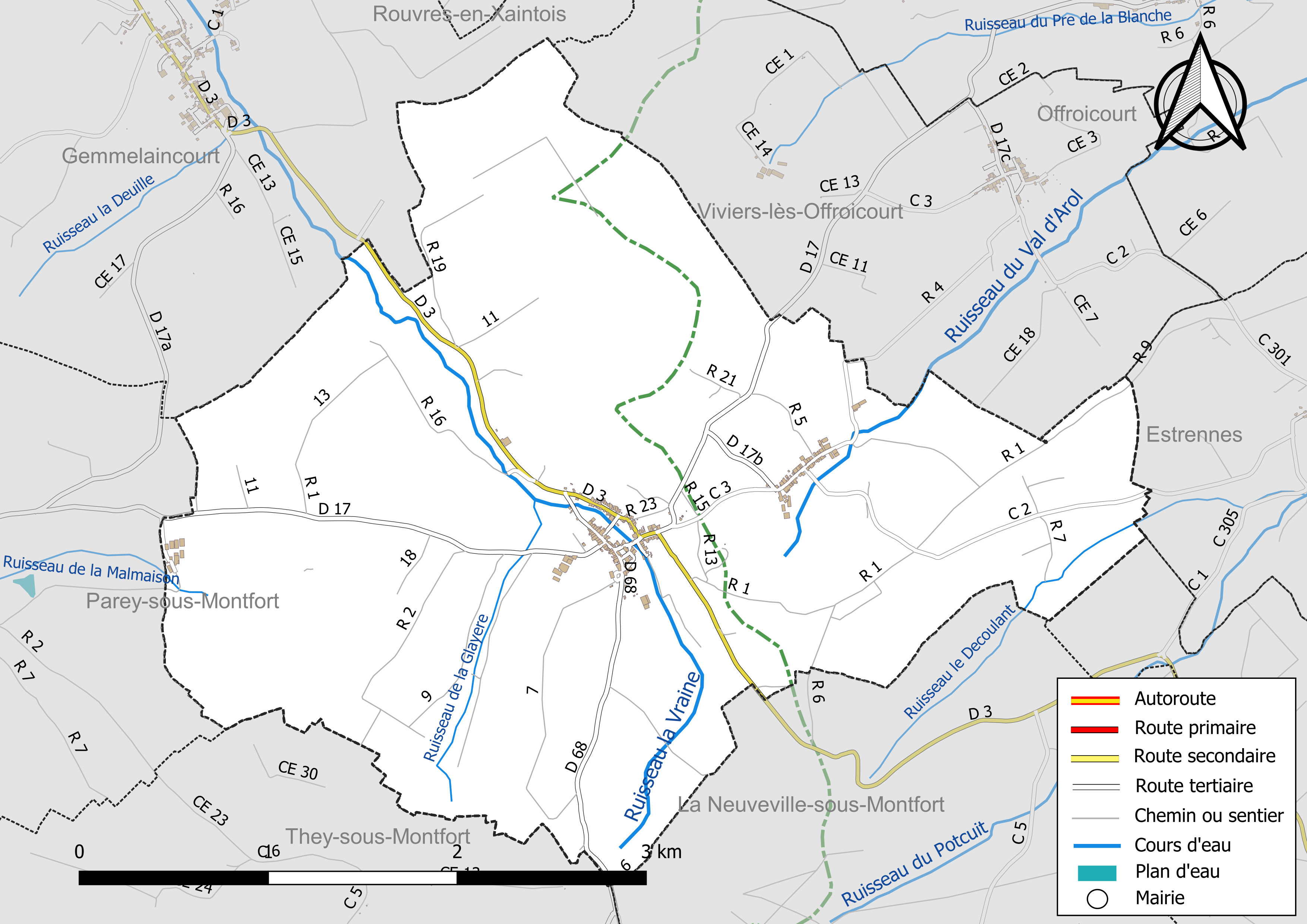
Réseaux hydrographique et routier de Domjulien.

La Vraine, d'une longueur totale de 22,9 km, prend sa source dans la commune  et se jette dans le Vair à Removille, face à Vouxey, après avoir traversé dix communes.

#### Gestion et qualité des eaux
Le territoire communal est couvert par le schéma d'aménagement et de gestion des eaux (SAGE) « Nappe des Grès du Trias Inférieur ». Ce document de planification, dont le territoire comprend le périmètre de la zone de répartition des eaux de la nappe des Grès du trias inférieur (GTI), d'une superficie de 1 497 km2, est en cours d'élaboration. L’objectif poursuivi est de stabiliser les niveaux piézométriques de la nappe des GTI et atteindre l'équilibre entre les prélèvements et la capacité de recharge de la nappe. Il doit être cohérent avec les objectifs de qualité définis dans les SDAGE Rhin-Meuse et Rhône-Méditerranée. La structure porteuse de l'élaboration et de la mise en œuvre est le conseil départemental des Vosges.
La qualité des eaux de baignade et des cours d’eau peut être consultée sur un site dédié géré par les agences de l’eau et l’Agence française pour la biodiversité.

### Climat
Pour des articles plus généraux, voir Climat du Grand Est et Climat des Vosges.
En 2010, le climat de la commune est de type climat de montagne, selon une étude du Centre national de la recherche scientifique s'appuyant sur une série de données couvrant la période 1971-2000. En 2020, Météo-France publie une typologie des climats de la France métropolitaine dans laquelle la commune est exposée à un climat océanique altéré et est dans la région climatique  Lorraine, plateau de Langres, Morvan, caractérisée par un hiver rude (1,5 °C), des vents modérés et des brouillards fréquents en automne et hiver.
Pour la période 1971-2000, la température annuelle moyenne est de 9,3 °C, avec une amplitude thermique annuelle de 16,7 °C. Le cumul annuel moyen de précipitations est de 1 075 mm, avec 13 jours de précipitations en janvier et 9,7 jours en juillet. Pour la période 1991-2020, la température moyenne annuelle observée sur la station météorologique de Météo-France la plus proche, « Lignéville », sur la commune de Lignéville à 10 km à vol d'oiseau, est de 10,3 °C et le cumul annuel moyen de précipitations est de 856,3 mm. 
La température maximale relevée sur cette station est de 38,7 °C, atteinte le 25 juillet 2019 ; la température minimale est de −17,5 °C, atteinte le 20 décembre 2009,,.
Les paramètres climatiques de la commune ont été estimés pour le milieu du siècle (2041-2070) selon différents scénarios d'émission de gaz à effet de serre à partir des nouvelles projections climatiques de référence DRIAS-2020. Ils sont consultables sur un site dédié publié par Météo-France en novembre 2022.

## Urbanisme

### Typologie
Au 1er janvier 2024, Domjulien est catégorisée commune rurale à habitat dispersé, selon la nouvelle grille communale de densité à sept niveaux définie par l'Insee en 2022.
Elle est située hors unité urbaine. Par ailleurs la commune fait partie de l'aire d'attraction de Vittel - Contrexéville, dont elle est une commune de la couronne,. Cette aire, qui regroupe 72 communes, est catégorisée dans les aires de moins de 50 000 habitants,.

### Occupation des sols
L'occupation des sols de la commune, telle qu'elle ressort de la base de données européenne d’occupation biophysique des sols Corine Land Cover (CLC), est marquée par l'importance des territoires agricoles (84,4 % en 2018), en diminution par rapport à 1990 (86,6 %). La répartition détaillée en 2018 est la suivante : 
prairies (57,8 %), zones agricoles hétérogènes (16,8 %), forêts (13,4 %), terres arables (9,8 %), zones urbanisées (2,2 %). L'évolution de l’occupation des sols de la commune et de ses infrastructures peut être observée sur les différentes représentations cartographiques du territoire : la carte de Cassini (XVIIIe siècle), la carte d'état-major (1820-1866) et les cartes ou photos aériennes de l'IGN pour la période actuelle (1950 à aujourd'hui).

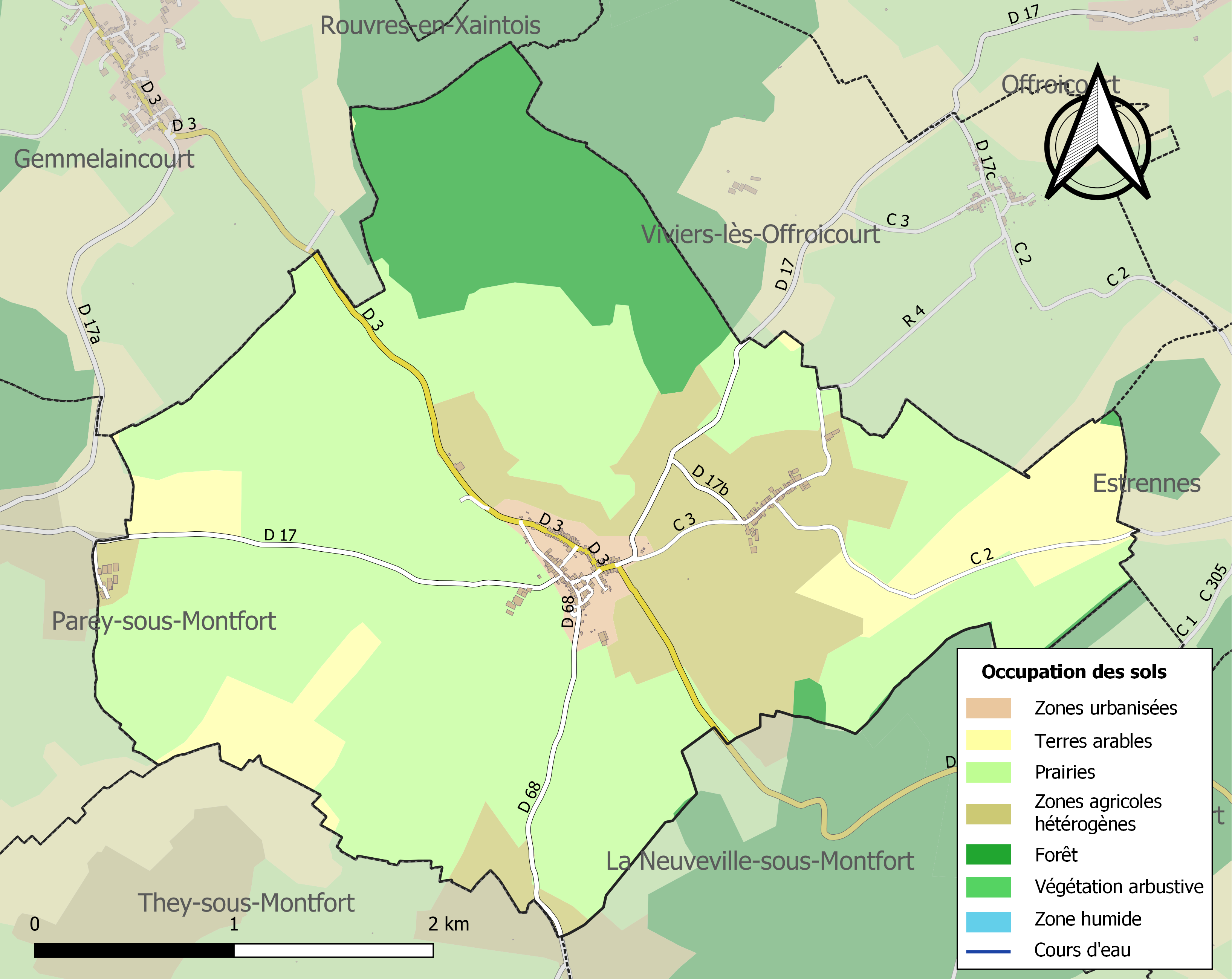
Carte des infrastructures et de l'occupation des sols de la commune en 2018 (CLC).

## Toponymie
Le nom de la localité est attesté sous les formes Drogo de Domno Juliano (1179) ; Donjulien (1249) ; Donjelien (1280) ; Dongelien (1281) ; Dongeliien desoz Monfort (1291) ; Dompjulien desouz Montfort, Dompjuilien, Dompjuillien (1291) ; Dongelyen (1292) ; Ecclesiam parochialem de Dompno Juliano (1398) ; Dont Gelien (XIVe siècle) ; Dompjullien (1425) ; Dompjulien (1417) ; Dompjullian (1479) ; Dontjulien (1522) ; Dompulien (1661) ; Domjullien (1751).

Domjulien est un hagiotoponyme caché et doit son nom à son saint patron, saint Julien de Brioude (Domus Julianus).

## Histoire
Le village a été donné par le Duc Ferry III à Jean de Rosière en 1292, il fut passé au XVe siècle à la famille de Ville sur Illon puis à celle du Chatelet aux Bildstein et aux de Ravinel. La demeure seigneuriale fut ruinée vers 1576.
Domjulien appartenait au bailliage de Mirecourt.
St Julien soldat et martyr est le protecteur des soldats du village ; tous vous diront que partis sous sa protection au nombre de 45 à la guerre de 1870, tous revinrent sains et saufs. Il n’en fut pas de même, hélas en 1914-18.
Son église, dédiée à saint Julien, faisait partie du diocèse de Toul. Le patronage était confié au
chapitre de Remiremont qui percevait un quart des grosses dîmes, le curé, un quart, et le seigneur du
lieu, la moitié. Dans l’église, une dalle funéraire a été classée monument historique en 1907.
La sécheresse de 1893, une année de grande sécheresse pour tout le pays. La neige tomba en abondance le 22 janvier, jour de la St Vincent, patron des vignerons ; elle dura 57 jours (jusqu’au 20 mars) et fondit seulement par le soleil : soleil le jour, gelée la nuit. Il y eut des gelées tardives qui gelèrent la vigne, source de profit pour la région et toujours pas de pluie. La fenaison fut très rapide, on mettait 2 hectares de prairies sur une voiture, les vaches et tout le peu de bétail n’avait rien à manger dans les pâtures. Le service des Eaux et Forets donna l’autorisation d’aller conduire le bétail pâturer dans les bois. Un orage vers la mi-juillet mit fin à cette sécheresse, permit aux pommes de terre de sortir de terre et fit pousser le regain. La vigne amie du soleil repoussa et fournit un vin d’une qualité exceptionnelle, précoce et fruité, renommé très longtemps. Raisins pressés et poussés en 100 jours (1). Ce fut pour le vignoble une sorte de chant du cygne car il n’allait pas tardé à être ravagé par le phylloxéra, insecte importé d’Amérique, s’attaquant aux racines de la vigne et la faisant mourir. Cela ruina la population composée de petits vignerons ; il fallut chercher un moyen de gagner sa vie. On trouva un pied américain résistant aux insectes qu’il fallait greffer, mais s’en était fini du vignoble dans notre village (2), chacun fit uniquement sa consommation familiale.
(1) Une sécheresse semblable survint à nouveau en 1977 : la dernière pluie tomba au cours d’un orage vers le 1er mai et dura jusque fin septembre. Les agriculteurs mirent en place un système de solidarité qui permit aux régions d’élevage d’importer de la paille à prix coûtant, venant des régions céréalières.
 (2) c’est à cette époque que l’essor de la mirabelle permit à la Lorraine de trouver une production de substitution. À la place des vignes détruites, on planta en grand nombre des mirabelliers. On appela les mirabelles « l’or de la Lorraine ».
Un ancien raconte... le passé historique.
Une horloge solaire portative a été découverte en 1826 à Domjulien. Elle se trouve au musée d'Epinal.

## Politique et administration
Le 1er janvier 1973, Domjulien fusionne avec Girovillers-sous-Montfort.

### Budget et fiscalité 2022

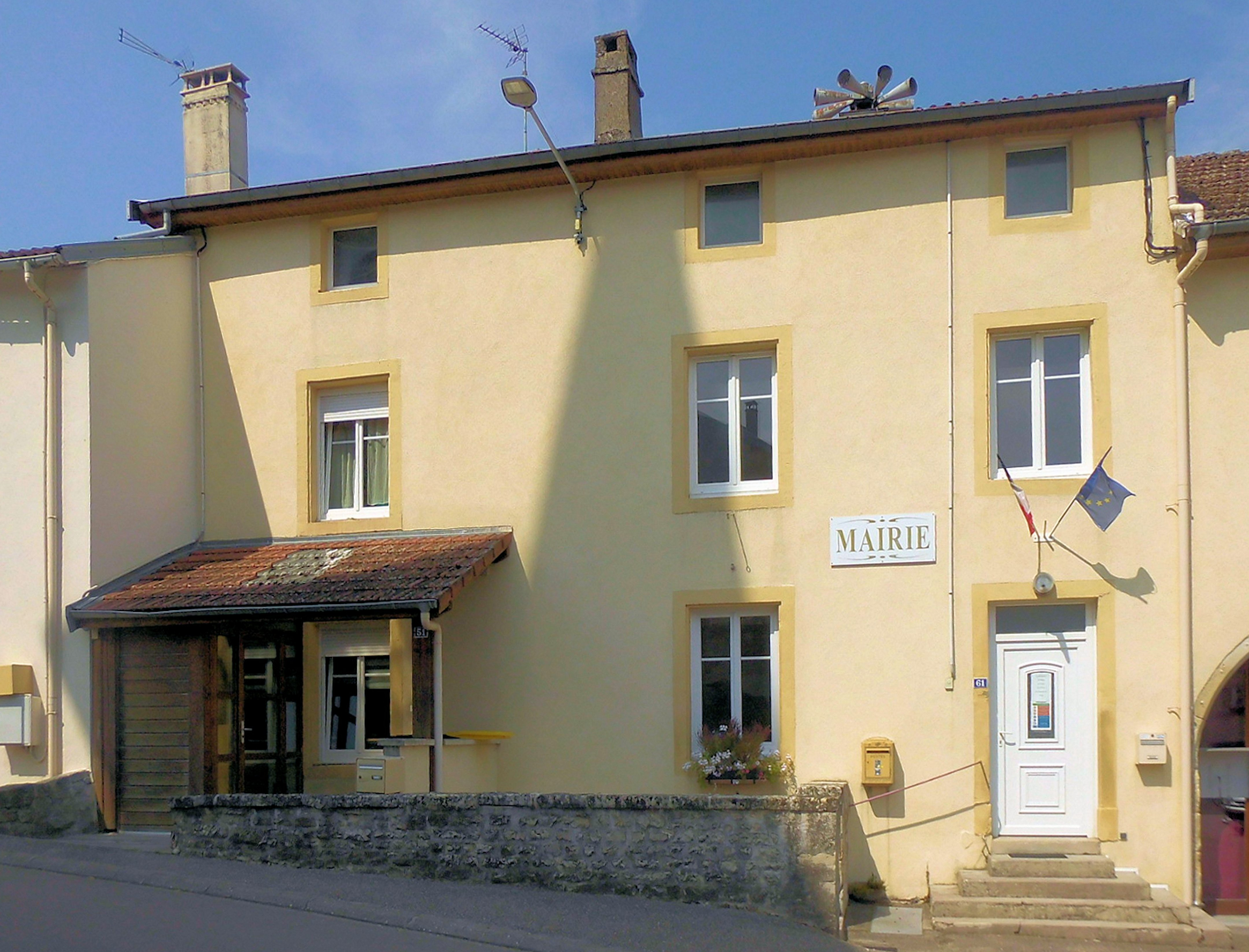
La mairie.

En 2022, le budget de la commune était constitué ainsi :
- total des produits de fonctionnement : 160 000 €, soit 904 € par habitant ;
- total des charges de fonctionnement : 101 000 €, soit 568 € par habitant ;
- total des ressources d'investissement : 41 000 €, soit 233 € par habitant ;
- total des emplois d'investissement : 27 000 €, soit 152 € par habitant ;
- endettement : 65 000 €, soit 368 € par habitant.

Avec les taux de fiscalité suivants :
- taxe d'habitation : 18,51 % ;
- taxe foncière sur les propriétés bâties : 35,39 % ;
- taxe foncière sur les propriétés non bâties : 21,24 % ;
- taxe additionnelle à la taxe foncière sur les propriétés non bâties : 38,75 % ;
- cotisation foncière des entreprises : 20,09 %.

Chiffres clés Revenus et pauvreté des ménages en 2021 : médiane en 2021 du revenu disponible, par unité de consommation : 23 070 €.

### Liste des maires
| Période                                  | Période  | Identité        | Étiquette | Qualité |
| ---------------------------------------- | -------- | --------------- | --------- | ------- |
| Les données manquantes sont à compléter. |          |                 |           |         |
| 1904                                     | 1914     | Louis GILBERT   |           |         |
| 1914                                     | 1921     | Charles PERRY   |           |         |
| 1921                                     | 1925     | Paul DUPONT     |           |         |
| 1925                                     | 1935     | Charles PERRY   |           |         |
| 1935                                     | 1965     | Victor FOINANT  |           |         |
| 1965                                     | 1971     | Charles LOUVIOT |           |         |
| 1971                                     | 1973     | Pierre PERRY    |           |         |
| 1973                                     | 1981     | Paul HOCQUELOUX |           |         |
| 1981                                     | 1989     | Bruno LURASCHI  |           |         |
| 1989                                     | 2014     | Pierre PERRY    |           |         |
| 2014                                     | En cours | Michel GUILGOT  |           |         |

Remerciements à Mr Michel GUILGOT pour ces données en mairie.
Nota : On peut également citer Jacques Hocqueloux (Ancien Régime) et les maires Paul Hocqueloux, X. Foinant, Jean Perry, Dominique-Antoine Labrosse et Nicolas Corizot, ainsi qu'Eugène Moirtin (maire de Girovillers vers 1891).

## Population et société

### Démographie

#### Évolution démographique
L'évolution du nombre d'habitants est connue à travers les recensements de la population effectués dans la commune depuis 1793. Pour les communes de moins de 10 000 habitants, une enquête de recensement portant sur toute la population est réalisée tous les cinq ans, les populations de référence des années intermédiaires étant quant à elles estimées par interpolation ou extrapolation. Pour la commune, le premier recensement exhaustif entrant dans le cadre du nouveau dispositif a été réalisé en 2007.

En 2022, la commune comptait 177 habitants, en évolution de −1,67 % par rapport à 2016 (Vosges : −2,96 %, France hors Mayotte : +2,11 %).
| 1793 | 1800 | 1806 | 1821 | 1831 | 1836 | 1841 | 1846 | 1856 |
| ---- | ---- | ---- | ---- | ---- | ---- | ---- | ---- | ---- |
| 516  | 543  | 640  | 619  | 651  | 732  | 725  | 670  | 563  |

| 1861 | 1866 | 1876 | 1881 | 1886 | 1891 | 1896 | 1901 | 1906 |
| ---- | ---- | ---- | ---- | ---- | ---- | ---- | ---- | ---- |
| 566  | 586  | 563  | 480  | 439  | 453  | 441  | 414  | 401  |

| 1911 | 1921 | 1926 | 1931 | 1936 | 1946 | 1954 | 1962 | 1968 |
| ---- | ---- | ---- | ---- | ---- | ---- | ---- | ---- | ---- |
| 369  | 286  | 268  | 231  | 209  | 194  | 181  | 187  | 192  |

| 1975 | 1982 | 1990 | 1999 | 2006 | 2007 | 2012 | 2017 | 2022 |
| ---- | ---- | ---- | ---- | ---- | ---- | ---- | ---- | ---- |
| 244  | 231  | 200  | 195  | 202  | 203  | 188  | 177  | 177  |

Pour plus de détails, vous pouvez consulter le site de l'Insee

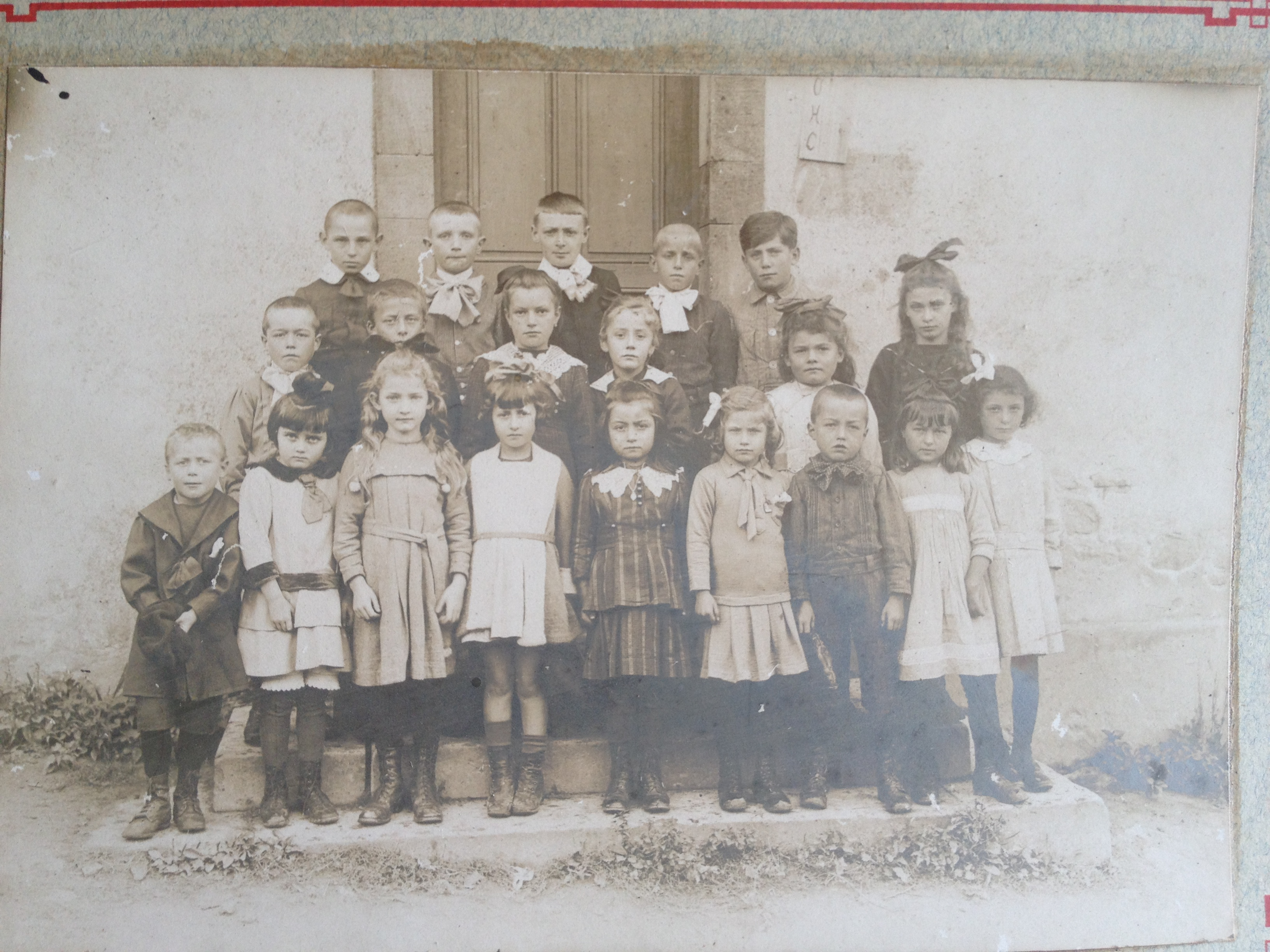
Élèves devant l'école de Girovillers-sous-Montfort, vers 1920

### Enseignement
Établissements d'enseignements
- Écoles maternelles et primaires à Remoncourt, Haréville, Rouvres-en-Xaintois, Vittel, Belmont-sur-Vair.
- Collèges à Vittel, Mandres-sur-Vair, Contrexéville, Mirecourt, Châtenois.
- Lycées à Mandres-sur-Vair, Mirecourt, Contrexéville, Harol.

### Santé
Professionnels et établissements de santé :
- Médecins à Remoncourt, Vittel, Gironcourt-sur-Vraine, Contrexéville.
- Pharmacies à Remoncourt, Vittel, Gironcourt-sur-Vraine, Contrexéville.
- Hôpitaux à Vittel, Mattaincourt, Mirecourt, Ville-sur-Illon.

### Cultes
- Culte catholique, Paroisse Saint-Jean-Baptiste-au-Pays-de-Châtenois[32], Diocèse de Saint-Dié.

## Économie

### Entreprises et commerces

#### Agriculture
Domjulien vit essentiellement de l'agriculture et de l'élevage.
- Élevage de vaches laitières.
- Élevage d'autres bovins et de buffles.
- Autres cultures non permanentes.

#### Tourisme
- Hébergements et restauration à Vittel, Rouvres-en-Xaintoix, Contrexéville, Mirecourt.

#### Commerces
- Commerces et services de proximité.

## Culture locale et patrimoine

### Lieux et monuments

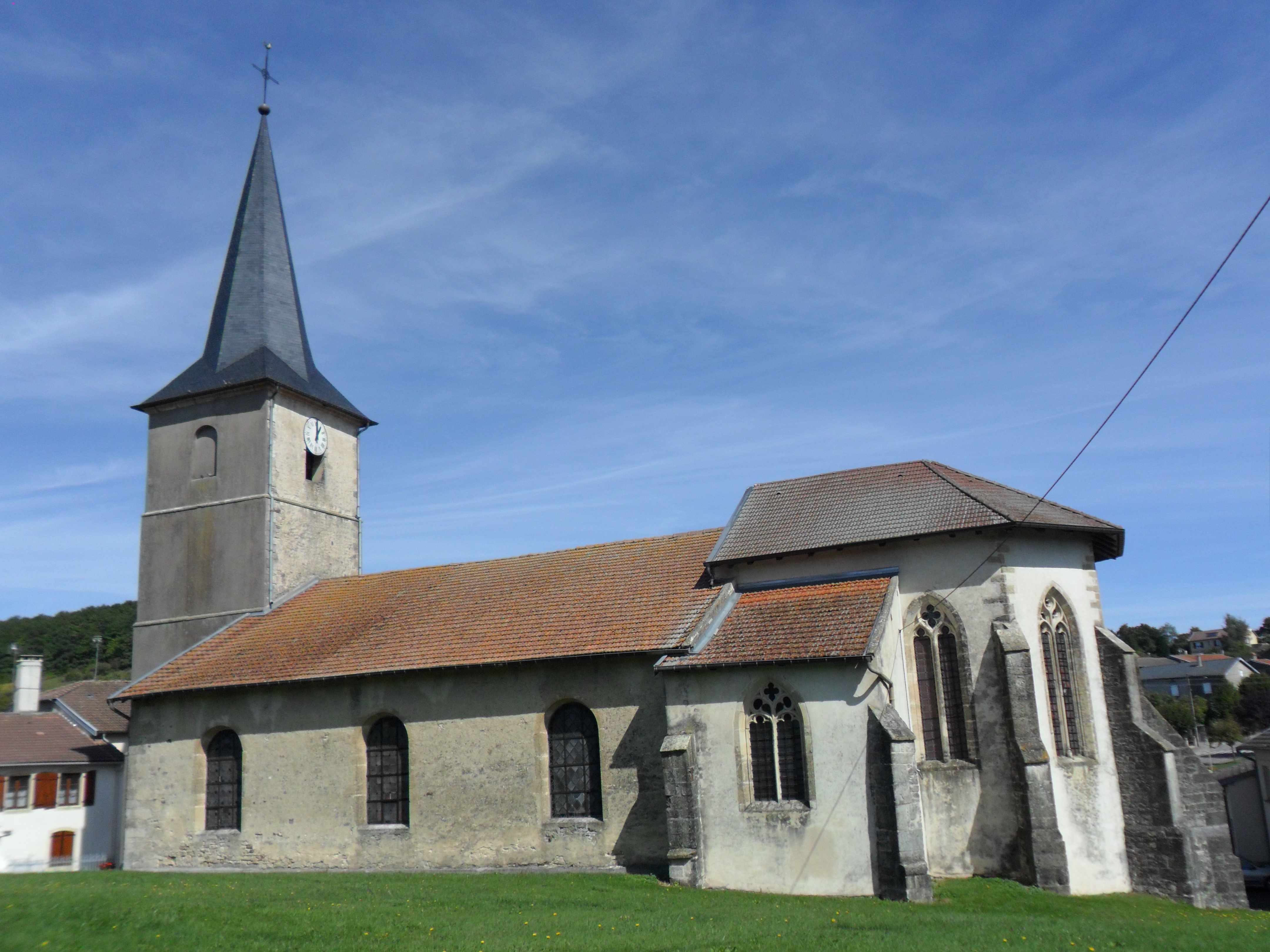
Église de Domjulien.
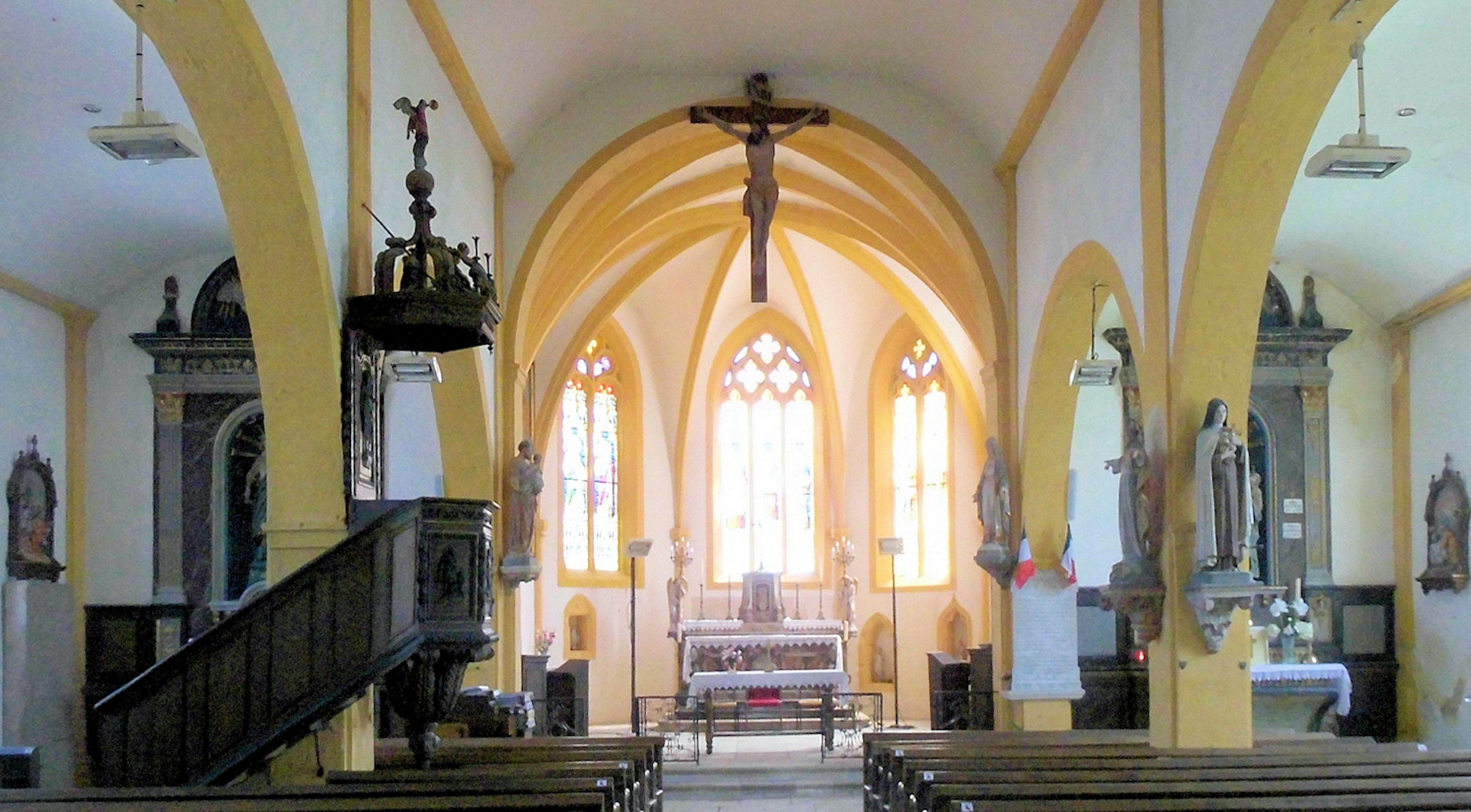
L'intérieur de l'église Saint-Julien.
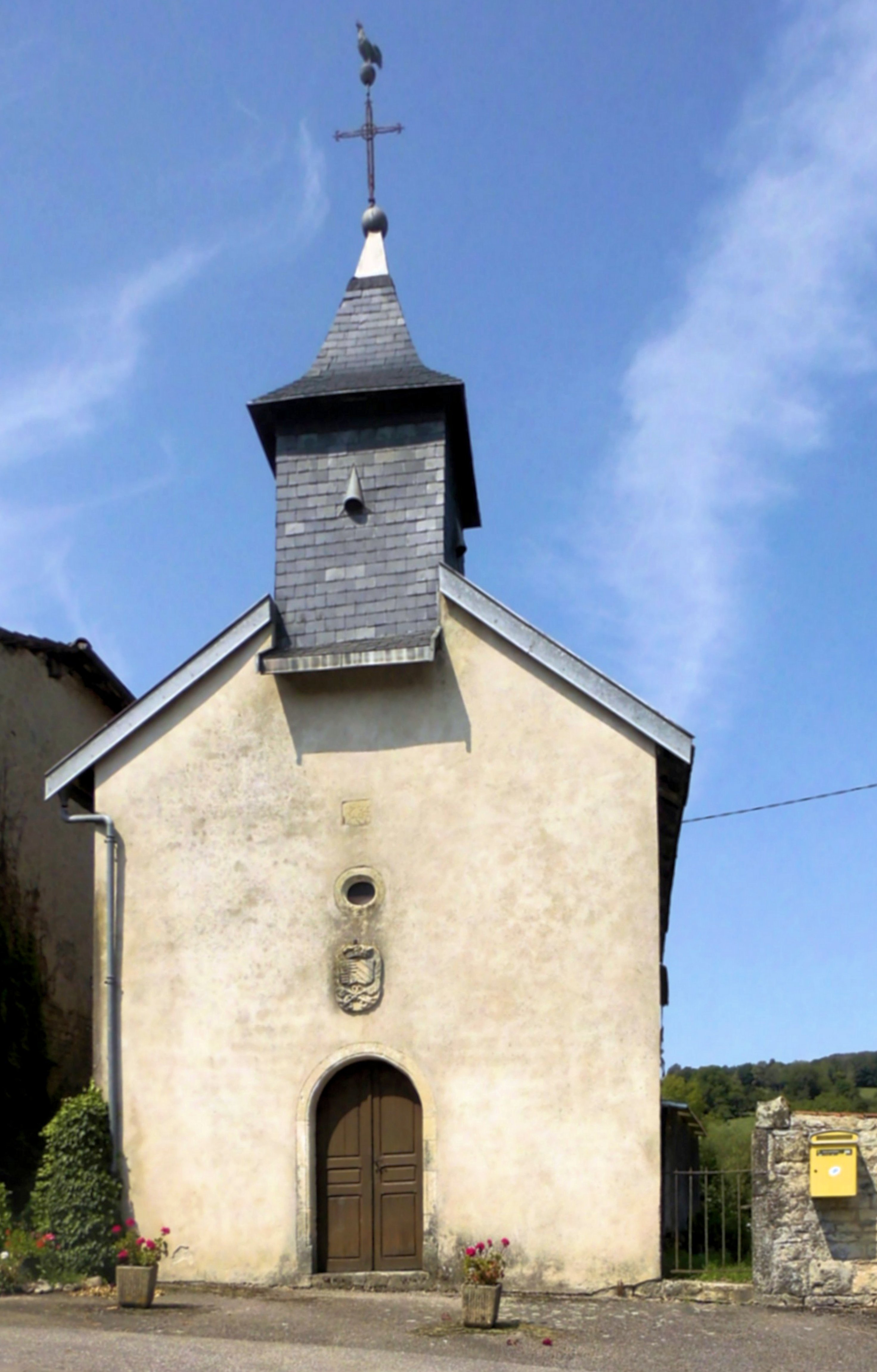
La chapelle de la Visitation-de-Notre-Dame de Girovillers-sous-Montfort.
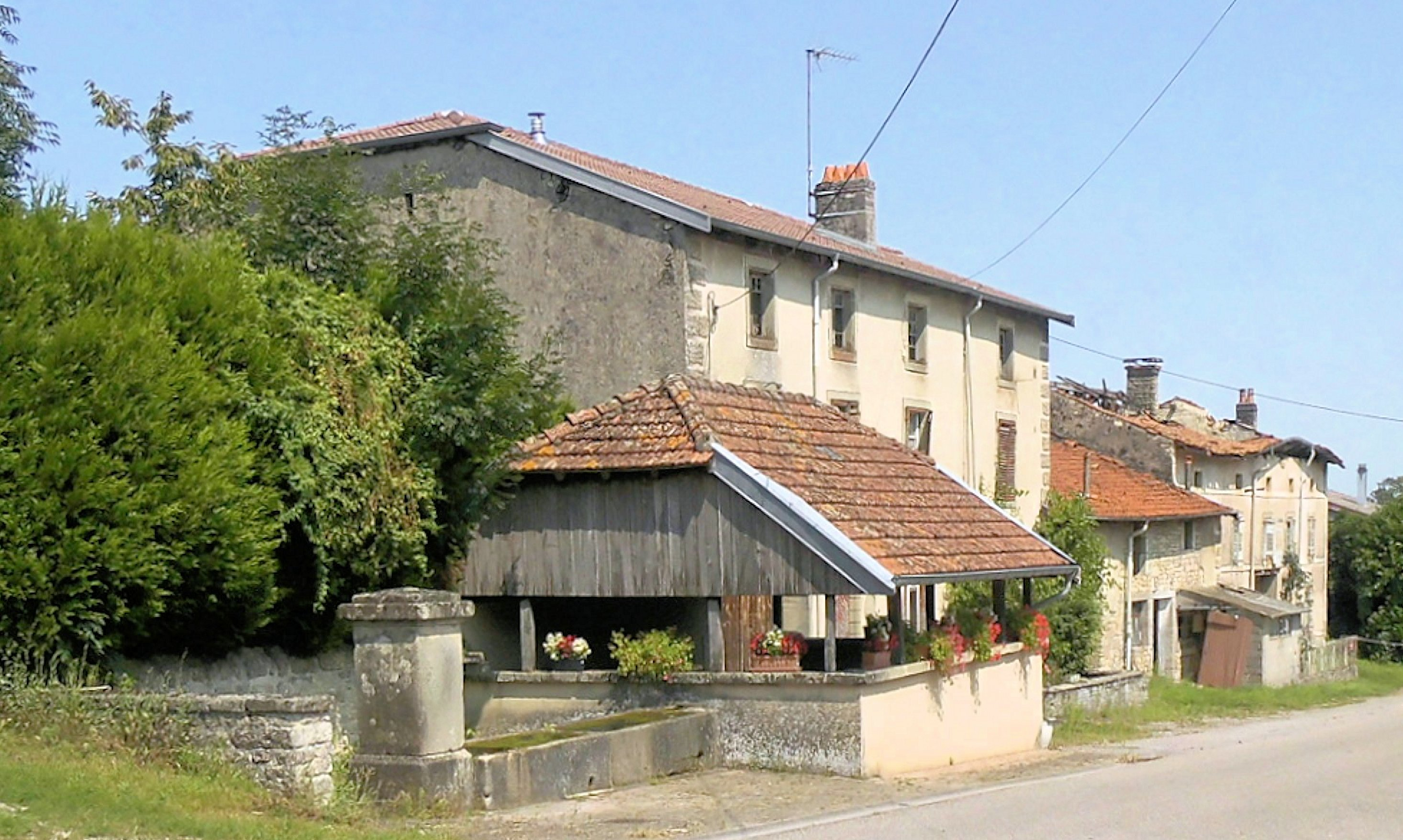
Lavoir de Girovillers-sous-Montfort.

- L'église paroissiale Saint-Julien dont le chœur est inscrit sur l'inventaire supplémentaire des monuments historiques par arrêté du 10 novembre 1925[33]Deux descriptions détaillées de l'église et de sa statuaire onr été réalisées en 1881 oar Charles Guyot[34] et en 1884 par l'abbé Chapelier[35].
  - Clef de voûte de l’église de Domjulien avec les armes d’Antoine De Ville gravées sur sa pierre tombale[36].
  - Ses stalles[37].
  - Dalle funéraire d'Antoine de Ville, mort en 1426[38],
  - Son retable[39] de 1541 [40] et les peintures murales redécouvertes dans son chœur[41]
  - Ses statuettes[42]
  - et ses sculptures[43],[44], dont Joseph d'Arimathie :

groupe sculpté la Mise au tombeau,
statue Saint Julien,
statue Vierge à l'Enfant avec un ange,
statue Saint Antoine,
statue équestre Saint Georges.
Sœur Chrétienne présente à Domjulien : Sœur Marie Fidèle PETELOT : 1876.
- Une statue représentant la vierge sur la colline
- Monument aux morts[50].

- Patrimoine de Girovillers-sous-Montfort :
  - La chapelle de la Visitation-de-Notre-Dame.
  - Lavoir.

### Personnalités liées à la commune
- Nicolas de Bildstein, décédé avant 1611, seigneur de Froville, Lusse, Hurbache, Hadigny-les-Verrières et de Dompjulien, gentilhomme de la Chambre de Gaston de France, duc d'Orléans, et intendant de la maison Marguerite de Lorraine son épouse. Il épousa Nicolle de Marcossey (fille d'Étienne de Marcossey, seigneur de Domjulien, et de Claude de Beauveau-Landaucourt).

Le 15 décembre 1569, Nicolas de Bildstein reçut du duc 50 jours de bois en la forêt de Thille (commune de Portieux) moyennant renonciation à son droit de pacage et forestage dans les bois de la gruerie de Châtel-sur-Moselle. Le 16 décembre 1571, Nicolas de Bildstein fut autorisé à dresser des fourches patibulaires dans sa seigneurie de Lusse. En 1581, les religieux du prieuré de Froville permirent à Nicolas et Humbert de Bildstein, seigneurs dudit lieu, de noircir l'église en signe de deuil, après la mort de leur père.
- Nicolas de Bildstein, seigneur de Froville, de Domjulien et de Girovillers-sous-Montfort[51], allié à Philippine de Celles (fille de Robert de Beaufort de Celles, seigneur de Steenhault en Belgique, et d'Anne de la Bourlotte ; couple qui eut de graves problèmes d'argent).

Nicolas de Bildstein fut le dernier représentant de la lignée et sa tombe se trouvait en l'église Saint-Èvre de Nancy « Au milieu de cette chapelle gist le corps de haut et puissant seigneur Messire Nicolas de Bildstein, chevalier seigneur de Froville, Dompjulien, Girauviller, Baudonviller, Vilaucourt et autres lieux, lequel décéda le 29 décembre 1696, son illustre maison ayant été éteinte avec sa vie, après avoir ordonné plusieurs legs pieux, et une fondation de Messes en ceste chapelle par acts déposés le dit jour chez C. Grison. » « Gist pareillement haute et puissante Dame Philippine de Seil son épouse qui a augmenté ladite fondation, et est décédée le 3 décembre 1697 ». Il fut fondateur de l'hôpital Saint-Roch (plus connu sous le nom d'hôpital Maudomé du nom du second fondateur) de Nancy auquel il légua la moitié de ses biens par acte du 05 août 1694 devant Maître Grison, notaire à Nancy, avec autorisation de sa femme, biens libérés lors de leur décès. Il fit son testament le 27 novembre 1694, léguant ses biens tant à Marie-Charlotte sa sœur, qu'à l'hôpital Saint-Roch de Nancy (qui fut rattaché en 1710 à l'hôpital St Charles qui prit par la suite le nom d'hôpital St Roch). L'hôpital St Roch de Nancy était destiné à recevoir : les malades étrangers, ceux de la ville à l'exception des militaires, des gens à livrées et des personnes atteintes de maladies incurables. Le 07.01.1664, Nicolas de Bildstein, se faisant fort de Philippine de Celles, sa femme, vendit le Charmois à Jean de Gombervaux, gouverneur des salines de Château-Salins.
- Gaspard de Bildstein (de Froville), décédé vers 1664, seigneur de Froville, de Domjulien, de Girovillers-sous-Montfort, d'Haudonviller et de Charmois, allié par contrat du 11.02.1618 chez Guillermin notaire à Croismare à Antoinette de Pullenoy (fille de Nicolas Dde Pullenoy, trésorier général de Lorraine, et de Diane Bertrand).

Le 01 février 1625, Gaspard de Bildstein fit ses reprises en fiefs d'une part des seigneuries de Domjulien, Girovillers, Villacourt, Vaxoncourt, Pallegney, Zincourt et de sa maison et de son gagnage de Froville. Le 12 mars 1625, Gaspard de Bildstein, seigneur de Froville, donna ses réversales pour ce qu'il tenait en foi et hommage audit lieu et à Giroviller, Vaxoncourt, etc. Le 28 novembre 1628, le Charmois fut vendu par Nicolas Joly et Anne Grosnith, sa femme, à Gaspard de Bildstein, seigneur de Froville, et à Antoinette de Pullenoy sa femme. Le 3 janvier 1633, Garpard de Bildstein obtint une pension de 2 000 francs octroyée par le duc. Le 14.10.1651, les habitants de Domjulen devaient à Anthoinette de Pullenoy, veuve de feu seigneur Messire Gaspard v de Froville seigneur desdits lieux, 403 francs. Le 6 janvier 1665, Antoinette de Pullenoy, veuve de Garpard de Bildstein, fit reprise en fief de la moitié de la seigneurie de Croismare.
- Hubert Dieudonné, baron de Ravinel, Seigneur de Domjulien et Girovillers.
- Jean de Rozières[52].
- Dominique Humbert écrivain, il raconte la vie de la vallée du val d'Arol[53],[54]
- Raymond Nègre (1908-1985) directeur artistique et chef décorateur est né à Domjulien

### Girovillers-sous-Montfort
Le nom de Gisloviller est attesté dès 1255 dans un manuscrit conservé à la Bibliothèque nationale de France.
Girovillers sous Montfort fut une commune à part entière jusqu'en décembre 1972 avant d'être intégrée à Domjulien.
Ancienne commune située à 45 km de Mirecourt et 13 km de Vittel ;
Situé sur le versant d’une montagne à 335 m d’altitude ; terrain de marnes irisées, keuper, traversée par le ruisseau du val d'Arol, sur le passage du chemin de grande communication No 3 de Gondrecourt à Oderen et du chemin d’intérêt communal No 17 de Bulgnéville à Mirecourt. Sillonnée par 3 694 mètres de chemins vicinaux ordinaires et par 6 610 m de chemins ruraux reconnus.
Ancienne population : En 1710, 15 habitants ; an XII, 144 habitants ; 1830, 130 habitants ; 1847, 171 habitants ; 1867, 160 habitants.
Population en 1830 : 130 Habitants, 37 ménages, 37 électeurs, 10 conseillers municipaux.
Revenus annuels de la commune 1221 Francs dont 40 Francs en rentes 3% sur l’état ; valeur du centime : 8.25 Francs Produit des quatre contributions : 1654.34 Francs dont 26.98 Francs sur les patentes. Surface territoriale 306 ha, dont 248 en terres labourables, 26 en prés, 10 en vignes, 16 en bois, 5 en jardin, vergers, chènevières, 6 en friches.
Cultures principales : Blé 4000 hectogrammes, orge 50 hectogrammes, avoine 5000 hectogrammes, pomme de terre 950 hectogrammes, vigne 850 hectogrammes. Valeur de la foret 48760 Francs. Une carrière de pierres calcaires.
Industrie dentellière : 35 femmes ou jeunes filles y travaillèrent.
Ancienne division : 1594 et 1710, bailliage des Vosges, prévôté de Mirecourt et Remoncourt. 1751, bailliage de Mirecourt, maîtrise de Darney, conté de Lorraine ; 1790, district de Mirecourt, canton de Vittel.
Spirituel : annexe de Domjulien, doyenné de Poissons, diocèse de Toul. Historique : Girovillers (Girouviller) faisait partie de la seigneurie de Domjulien qui fut cédée en 1291 par le Duc Ferry III à Jean de Rozières. Dans ce même titre de 1291, il est dit que les habitants de Domjulien et de Girovillers ont droit d’usage et de pâturage sur les territoires de Montfort, de Sugènes et de Remoncourt, comme ceux de ces trois derniers lieux l’ont à Domjulien et à Girovillers. Spirituel : Girovillers dépendait de la paroisse de Domjulien dont le patronage était au chapitre de Remiremont. Nicolas de Bilistem, Chevalier, seigneur de Domjulien, Girouvillers, Proville(59) et Villacourt (54) y avait fond » le 25 juillet 1694 la chapelle de Notre-Dame de Foi pour être desservie par un prêtre. Le revenu de cette chapelle consistait en la moitié de la seigneurie de Domjulien et de Girovillers et valait environ 1500. Il y avait sur le ban un ermitage de St Michel depuis longtemps ruiné. Le choléra a sévi dans ce coin en 1855.

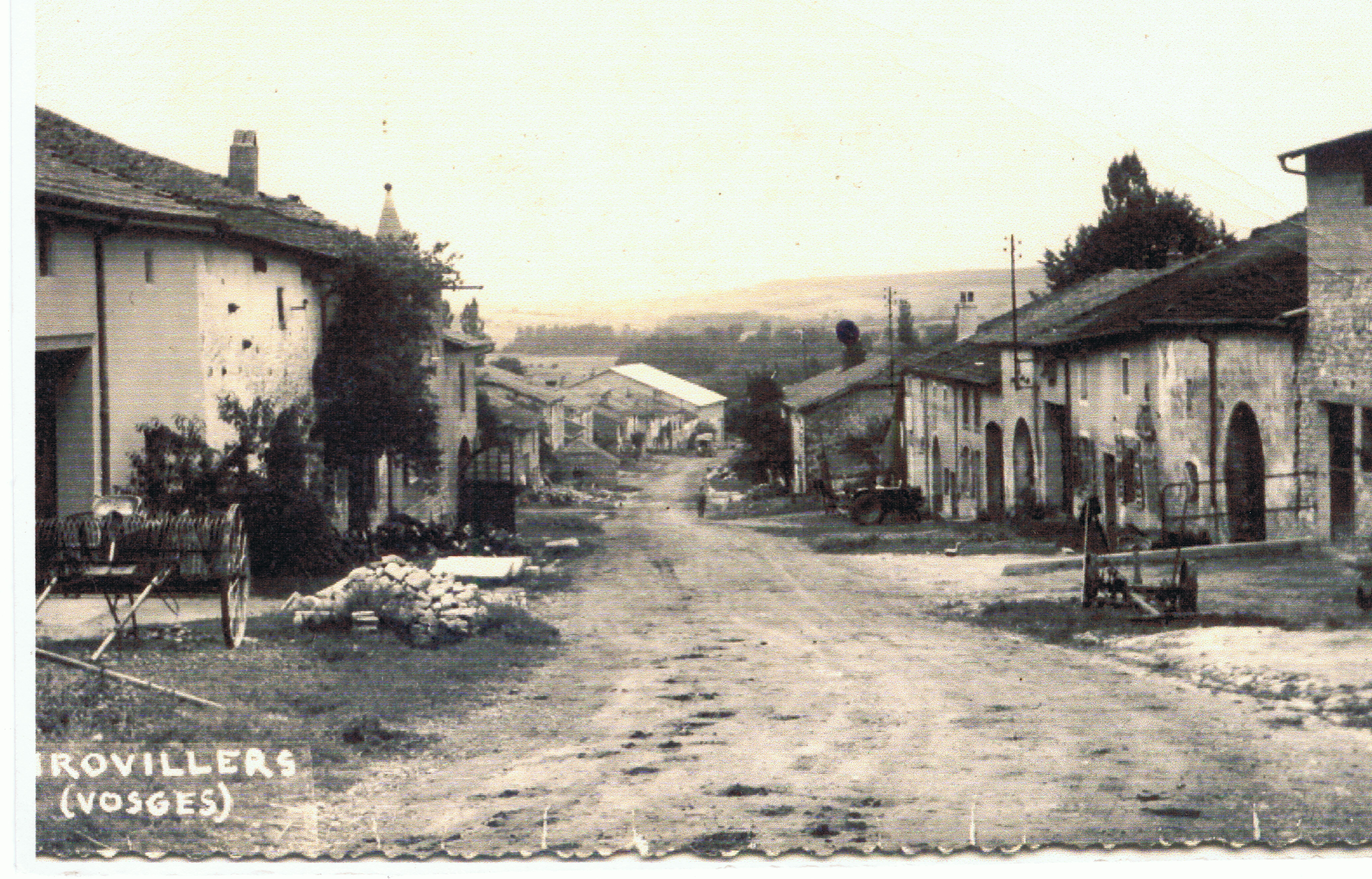
Girovillers, rue principale dans les années 40

La mairie fut construite en 1850, l’école en 1835, la chapelle en 1694. Les actes de baptêmes, de mariages et de sépultures sont joints à ceux de Domjulien.
Annexe de la paroisse de Domjulien, dépend de la cure de Vittel. Fête patronale le 2 juillet, patron : la Visitation de la Sainte Vierge. École primaire mixte, 26 élèves. Bibliothèque :83 volumes. 2 conscrits en 1884.
Depuis 1990, l'école est devenue une maison d'habitation, mais la chapelle, qui existe toujours et la visitation est célébrée tous les ans
Un livre a été écrit sur la vallée du val d'Arol, dont la source de ce ruisseau se trouve à Girovillers-sous-montfort : Monsieur Lebon (ancien berger du Val-d'Arol), ses entretiens avec les habitants de la vallée, livre de lecture à l'usage des écoles et des bibliothèques.

### Héraldique, logotype et devise
- Écus

## Pour approfondir